# Julián Licastro
Francisco Julián Licastro (26 de març de 1940 - 27 de gener de 2022) va ser un polític argentí dirigent del Partit Justicialista, diplomàtic, escriptor i major d'artilleria de l'Exèrcit Argentí (RE).

## Carrera
Es va diplomar com a primer de la seva promoció del Col·legi Militar, però va ser donat de baixa per ser opositor a la dictadura del general Juan Carlos Onganía.
El 1970 es va entrevistar a Madrid amb l'exiliat expresident Juan Domingo Perón. Al seu retorn va fundar juntament amb José Luis Fernández Valoni el Comando Tecnològic Peronista, una agrupació orientada a organitzar accions polítiques del peronisme —encara proscrit després de quinze anys de la seva expulsió del govern— per fora del sindicalisme, en aquells dies l'única força organitzada amb la qual comptava el peronisme. El 1972 va formar part del Consell Nacional del Moviment Nacional Justicialista, i va integrar la comitiva que va acompanyar Perón al retorn a Argentina.
Durant la tercera presidència de Perón va ser nomenat titular de la Secretaria Política de la Presidència, a través de la qual orientava l'Escola de Capacitació Política i l'Escola de Capacitació Sindical. La presidenta María Estela Martínez de Perón el va nomenar ministre plenipotenciari, amb seu a San Francisco i Lima.
Durant l'última dictadura militar es va haver d'exiliar: de Lima es va traslladar a Caracas, on es va instal·lar com a formador de líders comunitaris i experts del Programa de les Nacions Unides per al Desenvolupament, recorrent diversos països llatinoamericans. En aquest període va iniciar la publicació de gran quantitat de llibres sobre doctrina i anàlisi justicialista.
Va tornar al país el 1981 i va participar en la reorganització del Partit Justicialista, identificat amb el "verticalisme" que reconeixia l'autoritat de María Estela Martínez de Perón. Després de recuperar la democràcia el 1983, va ser consultor del Senat de la Nació, assessor de la Presidència i Diputat Nacional per la Ciutat de Buenos Aires.
Els anys noranta es va identificar amb el menemisme i va ser nomenat ambaixador del país al Perú. Posteriorment també va ser cap de la delegació argentina davant la Junta Interamericana de Defensa. Durant la dècada del 2000, va donar suport al moviment del kirchnerisme, del qual es va apartar i que va criticar més tard en el llibre Peronismo o Populismo, Debate sobre la identidad política ("Peronisme o Populisme, Debat sobre la identitat política") el 2012.
L'any 2012 va publicar també un llibre de memòries entitolat Diálogos com Perón ("Diàlegs amb Perón"). També va publicar Entre todos o nadie ("Entre tothom o ningú"), que tracta sobre el govern de Mauricio Macri. Des del 2016 va concentrar la seva activitat a la realització de seminaris i conferències per la nova generació de dirigents, com ara "La mision estratègica del sindicalismo argentino" ("La missió estratègica del sindicalisme argentí"), el 15 de març de 2017.